# Piane Sesia
Piane Sesia era un comune della Valsesia, ora frazione di Serravalle Sesia.

## Geografia fisica
Piane è collocata nella bassa Valsesia circa due km a sud del capoluogo. Sorge non lontano dal fondovalle e ai piedi delle colline, in destra idrografica della Sesia.

## Storia

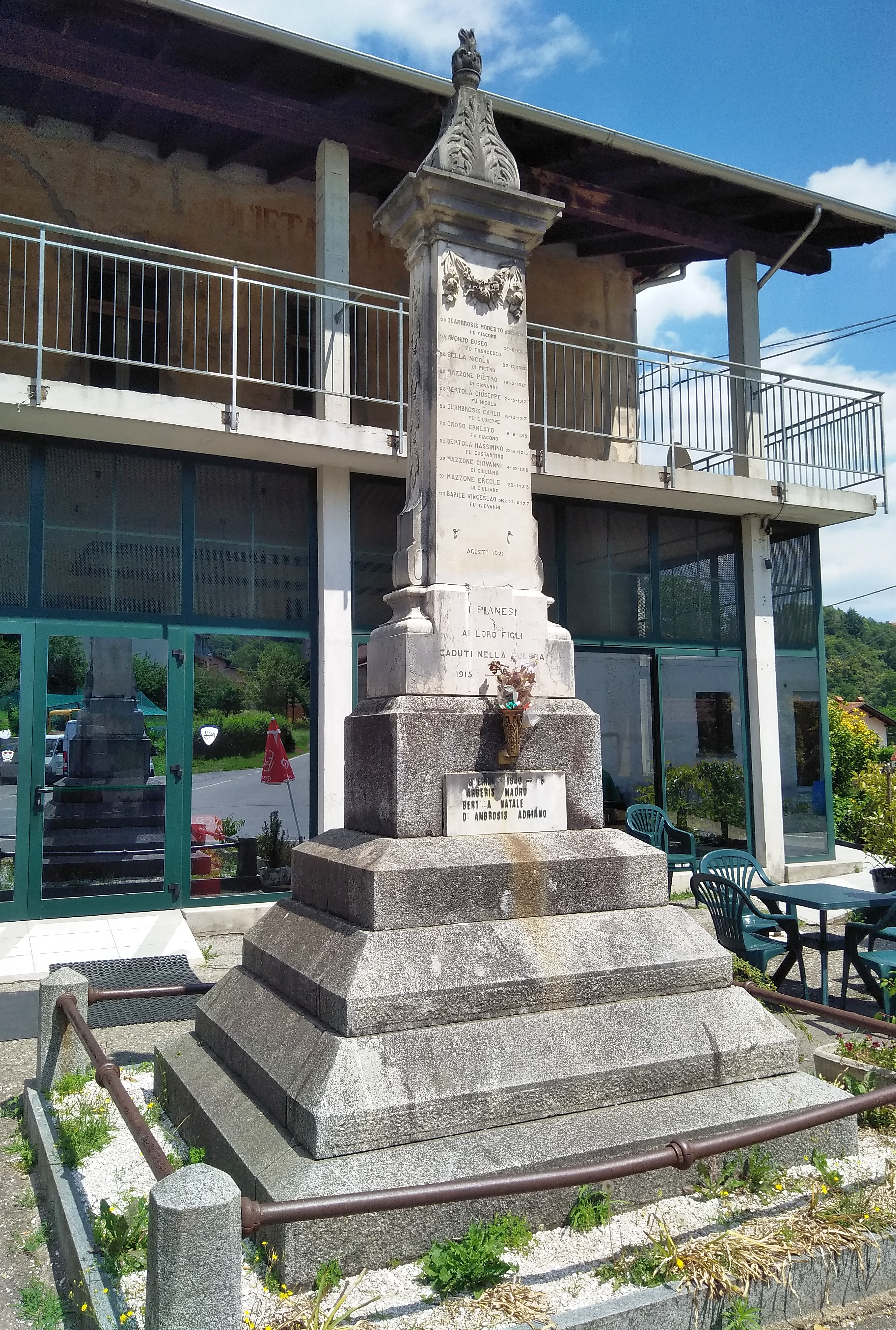
Monumento ai Caduti

Già comune autonomo, con il nome di Piane fino al 1863, poi Piane di Serravalle Sesia fino al 1913 quando assunse l'attuale denominazione, il paese venne aggregato a Serravalle Sesia nel 1927.
Comprende numerose frazioni: San Giacomo, dove sorge la chiesa parrocchiale, Naula, La Sella, Casa de Ambrosis, Cantone Martellone, Casa Quazzo, Casa Imbrico, Cantone Bertola, Castorino o Cantone Mazzone Sopra, Cantone Mazzone o Cantone Mazzone Sotto.

## Monumenti e luoghi di interesse

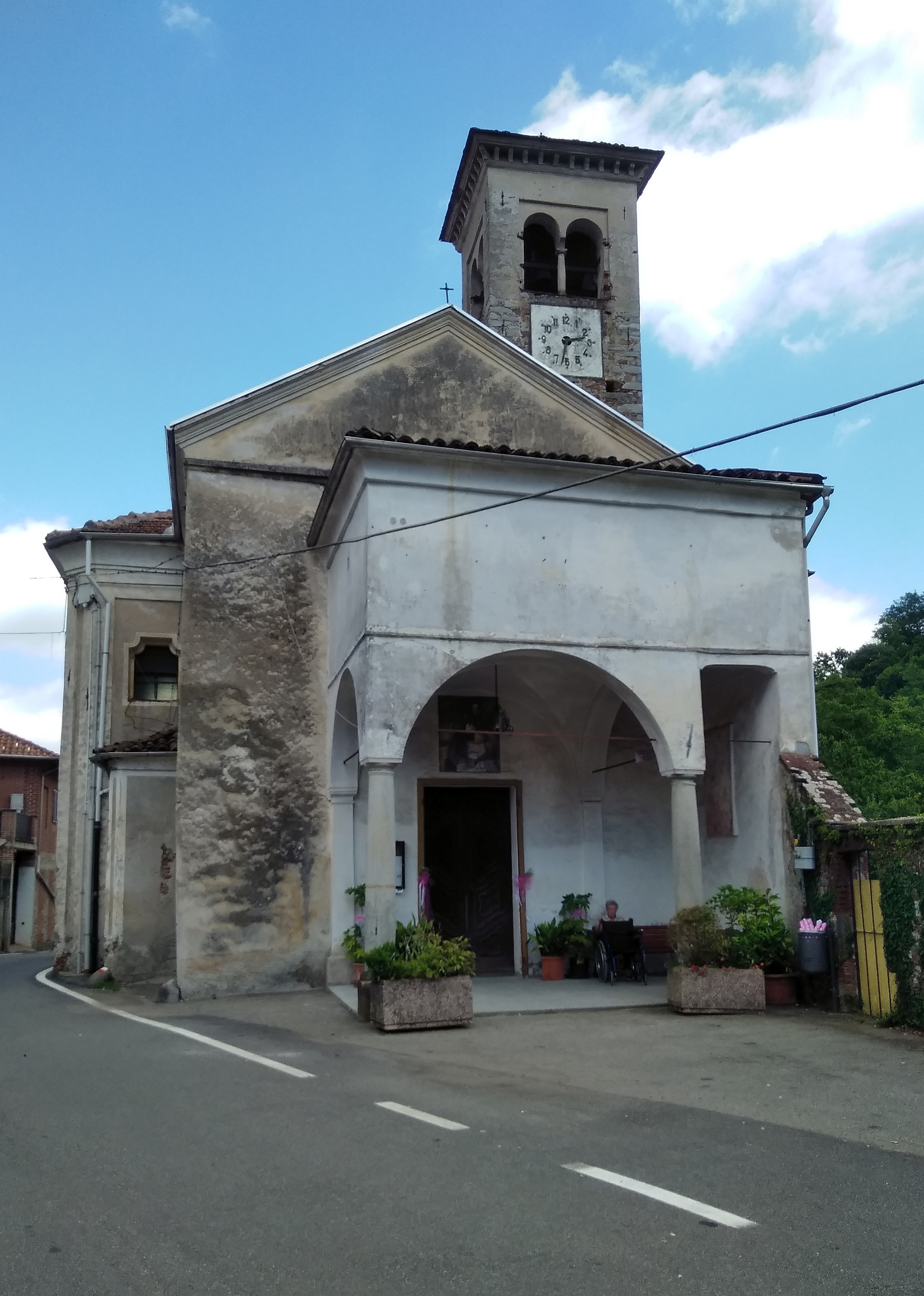
La parrocchiale

- Pieve di Santa Maria di Naula[5]: risalente all'VIII secolo[6], al suo interno conserva alcuni antichi dipinti
- Chiesa parrocchiale di San Giacomo: costruita tra il 1624 e il 1629 per dotare il paese di una chiesa più comoda da raggiungere rispetto a Santa Maria di Naula, allora ritenuta troppo distante dal centro comunale. Al suo interno è caratterizzata da tre altari e l'esterno da un porticato[7]
- Pietra Croana (o Pietra Groana, Prea Groana localmente), falesia rocciosa tra i boschi ad ovest del paese, utilizzata per l'arrampicata sportiva. Nei pressi sorge un piccolo rifugio.[8]

## Infrastrutture e trasporti
Tra il 1880 e il 1933 Piane fu servita dalla tranvia Vercelli-Aranco.